# سخيرمونيكوخ

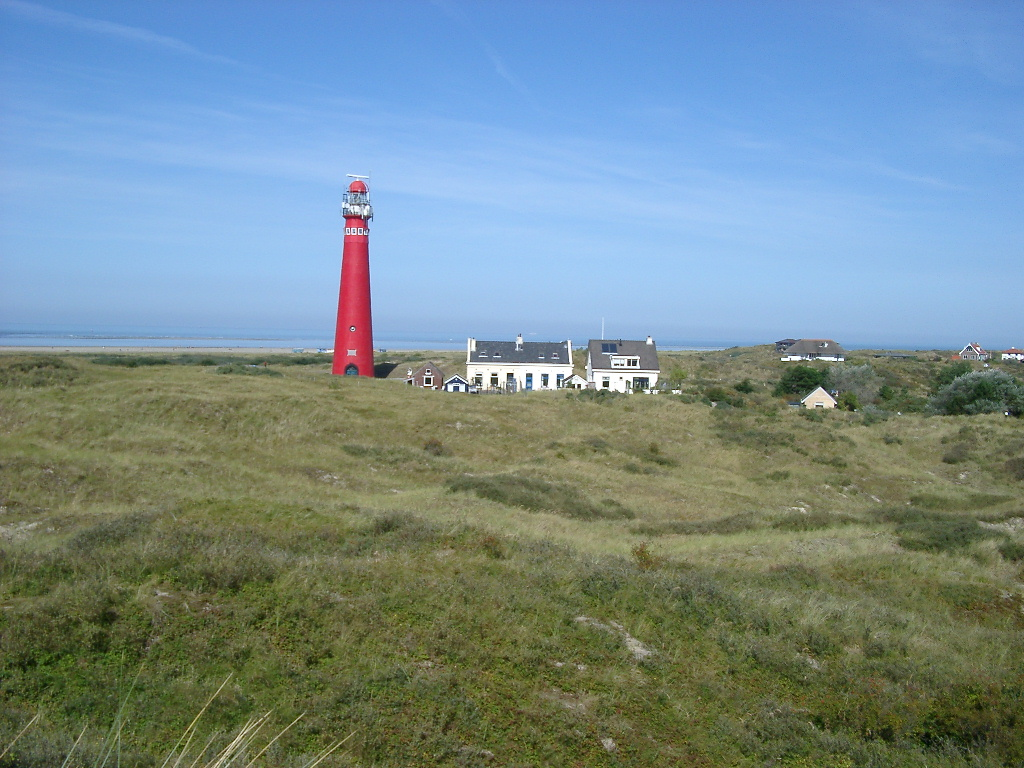
منارة على جزيرة سخيرمونيكوخ

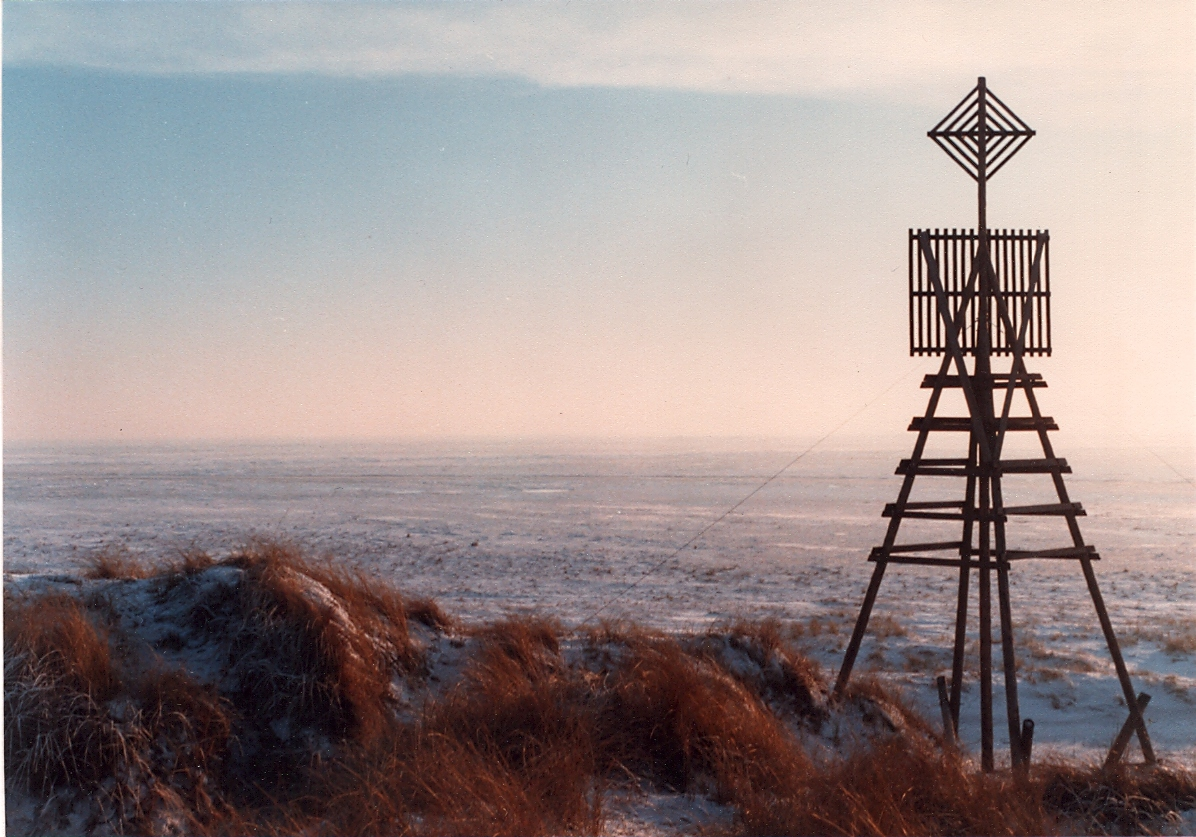
محطة تثليث بمنطقة فيليمسداون (Willemsduin) وقت الشتاء

سخيرمونيكوخ Schiermonnikoog  أو الجزيرة المتحركة هي جزيرة صغيرة المساحة، طولها 16 كم وعرضها 4 كم، على سواحل هولندا بمقاطعة فريزلاند. وسميت نسبة إلى الرهبان الذين سكنوها وكانت بيوتهم رمادية اللون والترجمة الحرفية لإسمها هي «جزيرة الرهبان الرماديين».
يقطنها 942 نسمة يعيشون على السياحة بشكل رئيسي ويستقبلون سنويا ما يقارب الـ 300.000 سائح.
سميت بالجزيرة المتحركة لأنها تحركت خلال 762 سنة الماضية مسافة تقارب ال2000 متر باتجاه الجنوب الشرقي، أي ما معدله 2,62 م/سنة، والمقصود ليس تحركها ككل وانما تغير شكل الساحل بسبب تعرضها للمد والجزر والأمواج وعوامل التعرية المختلفة التي تستمر بنحتها ونقل الرواسب مما يغير شكلها بشكل مستمر وتتجمع هذه الرواسب مكونة امتداداً للجزيرة، ومع مضي الوقت تبدو الجزيرة وكأنها تحركت.

## طوبوغرافيا
خريطة طوبوغرافية هولندية لبلدية أوبسترلاند، سبتمبر 2014، (تقرأ بعد ثلاث نقرات على الخريطة).

## معرض صور

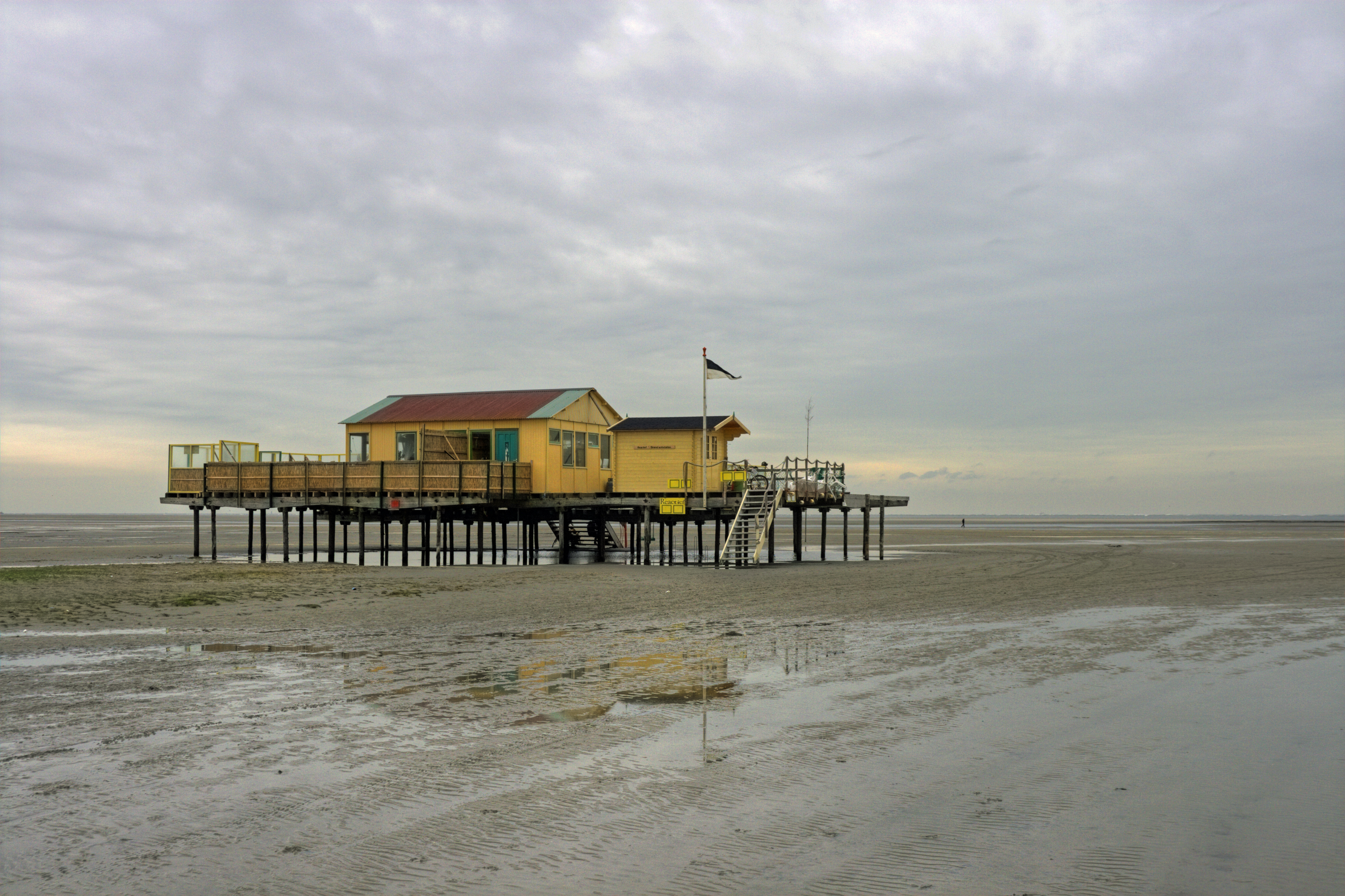
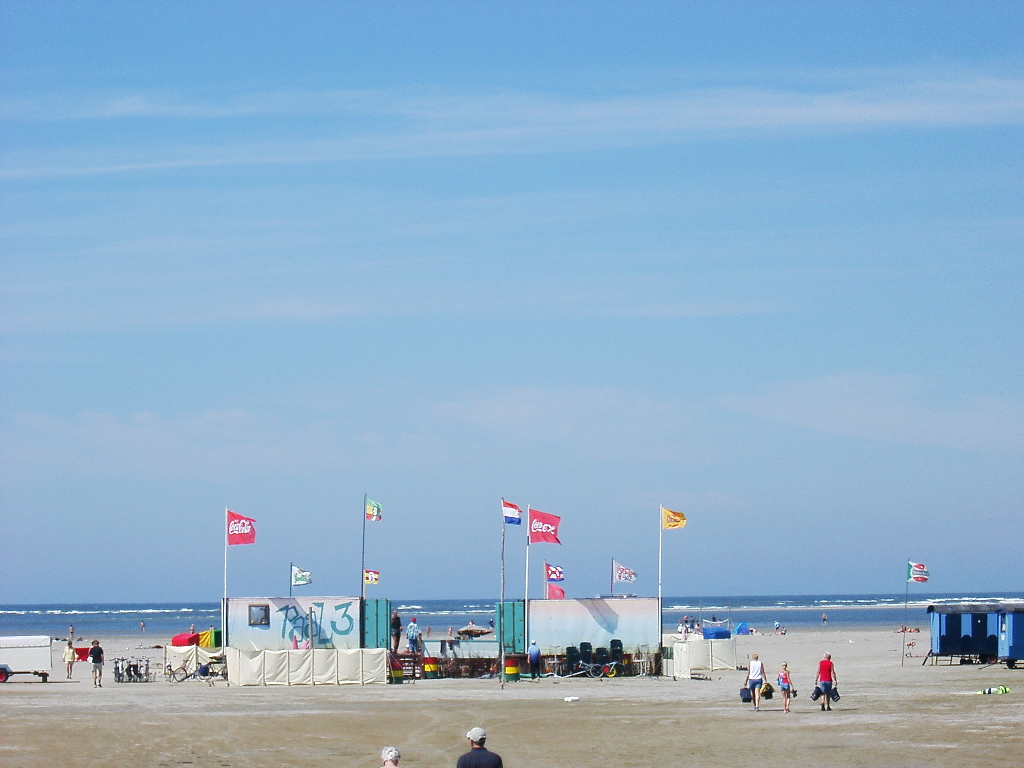
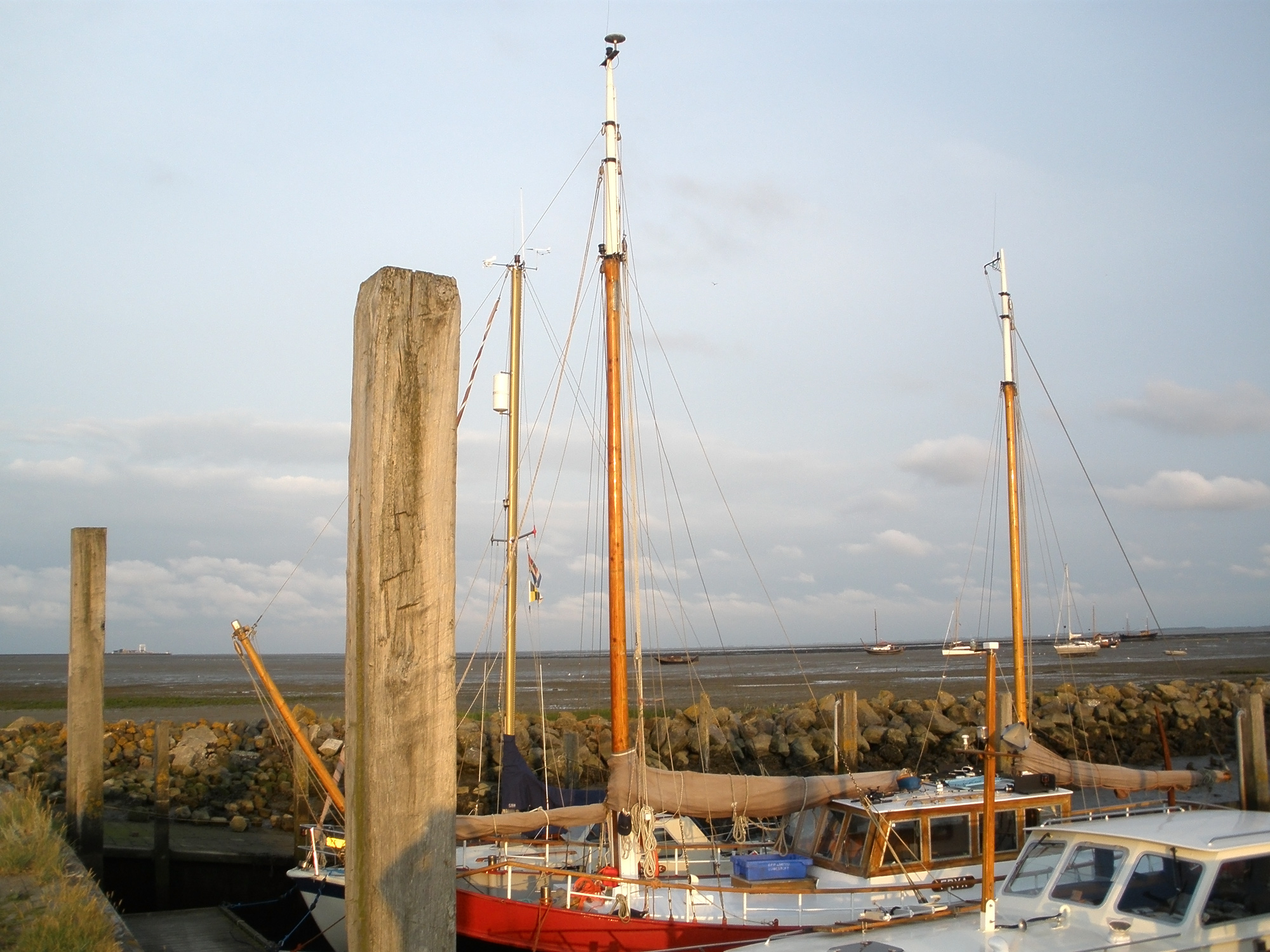